# Васильева, Варвара Сергеевна
Баронесса, затем (1801) графиня Варвара Сергеевна Васильева (урожд. княжна Урусова; 1751  — 15 сентября 1831, Москва) — кавалерственная дама ордена св. Екатерины меньшего креста, сестра ярославского наместника Н. С. Урусова, жена министра финансов А. И. Васильева.

## Биография
Варвара Сергеевна родилась в семье князя Сергея Васильевича Урусова и Ирины Даниловны, урождённой княжны Друцкой, родной тётки поэта Хераскова и княгини Е. Н. Вяземской.
В конце 70-х годов XVIII столетия, по желанию мужа кузины А. А. Вяземского, вышла замуж за Алексея Ивановича Васильева, будущего графа, человека, который пользовался расположением и покровительством генерал-прокурора, ставшего впоследствии первым министром финансов Российской Империи. Брак с княжной Урусовой и родство с князем Вяземским упрочили положение Васильева, вышедшего из среды мелкого дворянства и приказных людей.
В 1799 г., в период, когда муж её был осыпан наградами императора Павла I, баронесса Васильева была пожалована в кавалерственные дамы ордена св. Екатерины меньшего креста.
15 августа 1807 г. графиня Васильева овдовела, и Высочайшим указом 18 августа повелено было «производить ей по жизни её полное жалованье и столовые деньги мужа её».
Последние годы жизни графиня Васильева провела в Москве. Она умерла 15 сентября 1831 года. Погребена в Донском монастыре.

## Семья
Муж — первый министр финансов Российской Империи Алексей Иванович Васильев (1742—1807). В семье было две дочери:
- Екатерина (1781—1860), замужем за генералом от инфантерии князем Сергеем Николаевичем Долгоруковым)
- Мария (1784—1829), замужем за генералом от кавалерии графом Василием Васильевичем Орловым-Денисовым).

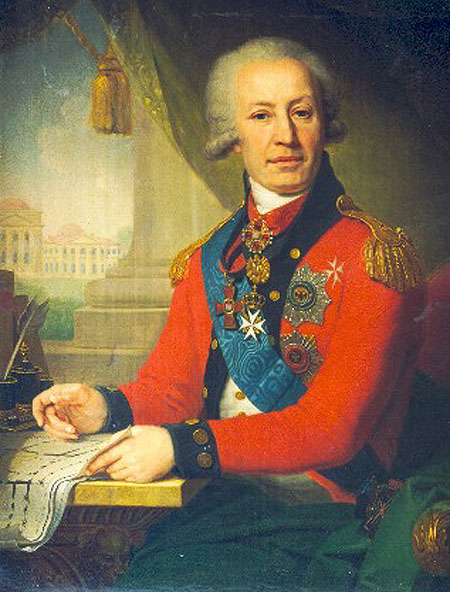
Алексей Васильев
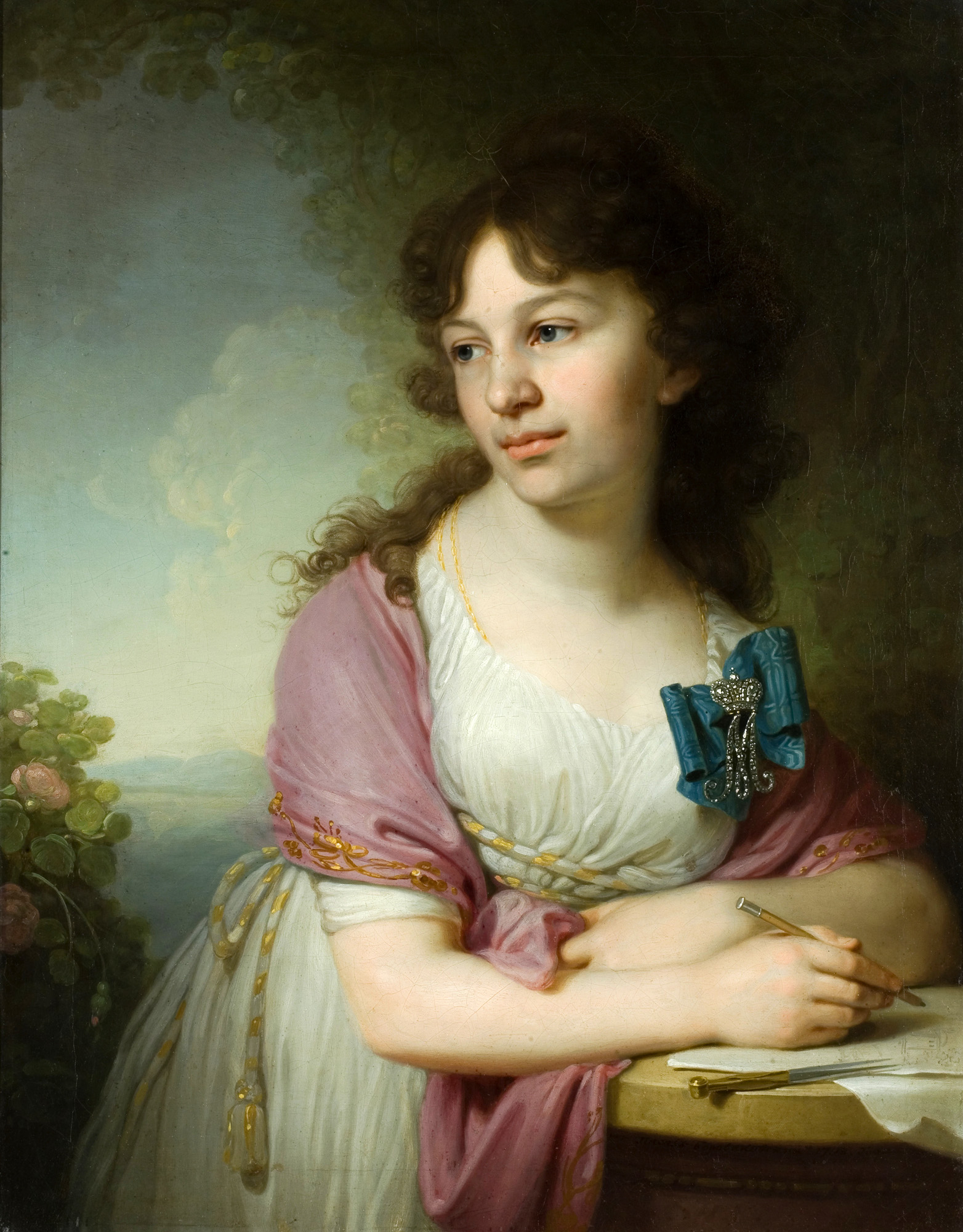
Екатерина Долгорукая
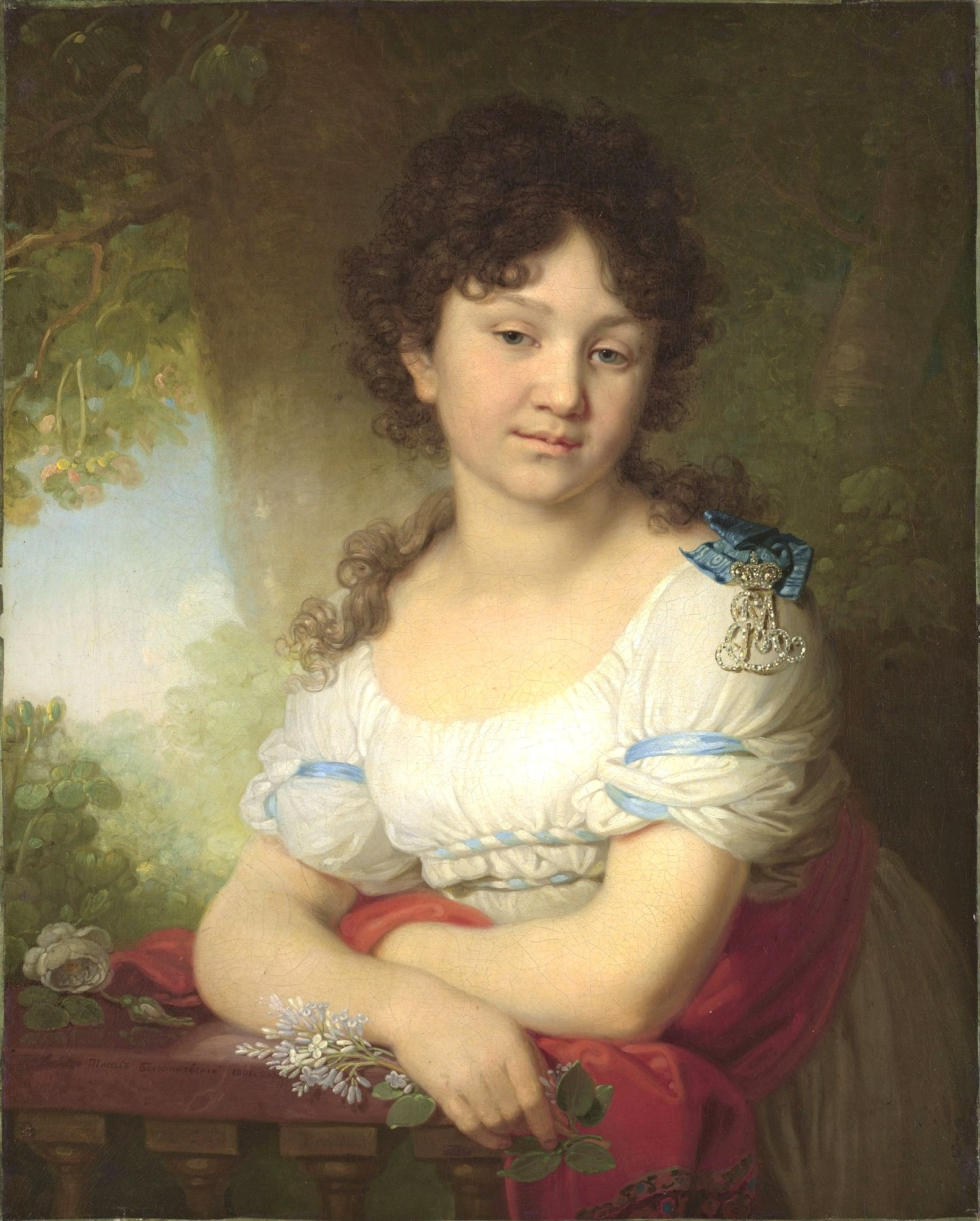
Мария Орлова-Денисова

## Источник
- Великий князь Николай Михайлович. Русские портреты XVIII—XIX веков.  Портреты знаменитых людей